# Калиник I Солунски
Калиник (на гръцки: Καλλίνικος, Калиникос) е православен духовник, митрополит на Цариградската патриаршия.

## Биография
Калиник е епископ на Поленинска епархия до 1636 година. В тази година става архиепископ в Солун и оглавява епархията до 1639 година.